# 鶴見駅

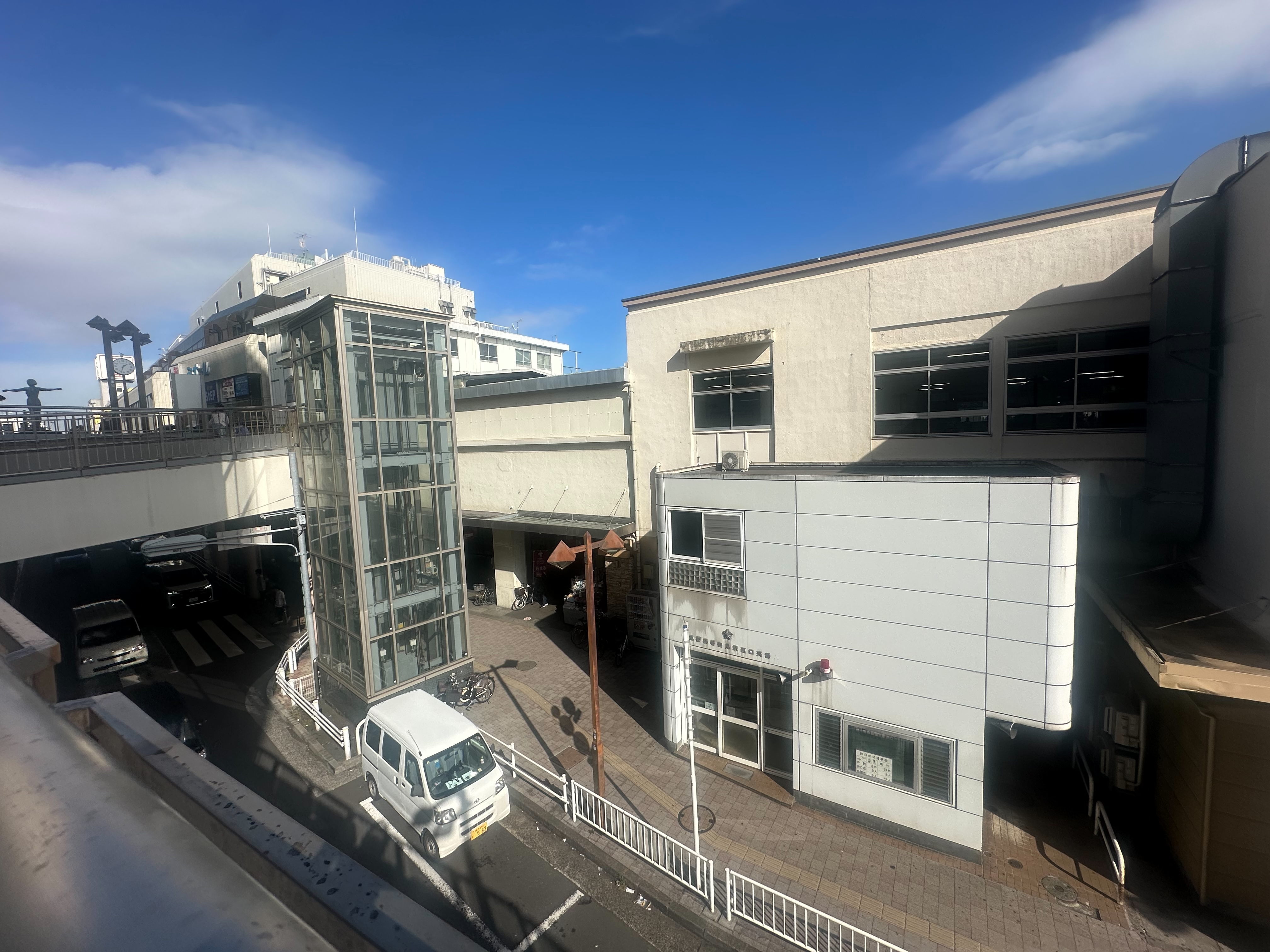
西口（2024年10月）

鶴見駅（つるみえき）は、神奈川県横浜市鶴見区鶴見中央一丁目にある、東日本旅客鉄道（JR東日本）の駅である。

## 乗り入れ路線
列車運行上、当駅は重要なジャンクション（結節駅）である。乗り入れている路線は、旅客営業を行っていない路線を含めると、線路名称上は東海道本線・鶴見線・武蔵野線・南武線（支線）の4路線である。そのうち東海道本線を当駅の所属線とし、また鶴見線と武蔵野線は当駅が起点となっている。東海道本線に関しては本線の他に4つの支線（後述）が分岐している。
このうち、旅客駅に停車するのは、東海道本線の電車線で運行される京浜東北線と鶴見線電車のみで、列車線で運行される東海道線列車は停車せず、「東海道（本）線」の名称は旅客案内では使用されていない。また、特定都区市内制度における「横浜市内」駅に属する。
- 京浜東北線：電車線を走行する東海道本線・東北本線の近距離電車。横浜駅から根岸線への直通運転も実施している。 - 駅番号「JK 15」
- 鶴見線：当駅を起点として横浜・川崎市内の京浜工業地帯へ走行する路線。 - 駅番号「JI 01」

以下の各路線は旅客用ホームは設置されていないが、当駅を運転上の接続駅としており、品鶴線以外は基本的に貨物列車専用である。（リスト内の「 」内の路線名は通称）
- 東海道本線支線
  - 鶴塩線[2][注釈 1]：当駅 - 八丁畷駅間。同駅 - 浜川崎駅間の南武線支線を経由し、浜松町駅 - 東京貨物ターミナル駅 - 川崎貨物駅（旧・塩浜操車場）- 浜川崎駅間（ただし、浜松町駅 - 東京貨物ターミナル駅間は休止中）[2]の東海道本線支線（通称：東京貨物ターミナル支線[2][注釈 2]）につながっている。
  - 羽沢線[3]：当駅 - 横浜羽沢駅 - 東戸塚駅間。同駅から小田原駅まで本線の旅客線と並行する。当駅から横浜羽沢駅に隣接する羽沢横浜国大駅まで相鉄線直通列車が乗り入れている。運賃計算上、横浜・川崎方面と羽沢横浜国大・武蔵小杉方面の分岐駅となっており[6]、相鉄線直通列車が停車しないにもかかわらず、当駅 - 羽沢横浜国大駅の運賃（180円[注釈 3]）の方が相鉄線直通列車停車駅でもある武蔵小杉駅[注釈 4] - 羽沢横浜国大駅の運賃（320円[注釈 3]）よりも安いという捻れが発生している[7]。
  - 品鶴線：当駅 - 新鶴見信号場 - 品川駅間。当駅から新鶴見信号場までは貨物線（相鉄線直通列車）と旅客線（横須賀線、湘南新宿ライン）との複々線。旅客線は当駅以西で大船駅まで東海道線列車線と並行する専用の複線（旧貨物線）とつながっているが、当駅にはこの線路を走る列車は停車しない。貨物線は当駅以西で羽沢線とつながっているが、同様に当駅には停車しない。
  - 高島線：当駅（花月総持寺駅付近まで羽沢線と共用） - 東高島駅 - 桜木町駅間。根岸線根岸駅方面に直通が可能。
- 武蔵野南線：当駅 - 新鶴見信号場 - 梶ヶ谷貨物ターミナル駅 - 府中本町駅方面。同駅より武蔵野線新座貨物ターミナル駅方面および南武線立川駅方面へ直通可能。
- 尻手短絡線：当駅 - 新鶴見信号場 - 尻手駅間

なお、当駅 - 新鶴見信号場間は品鶴線・武蔵野線・尻手短絡線の三重所属区間となっており、この3路線の線路は新鶴見信号場構内で分岐している。
東海道本線については本線と品鶴線の分岐点となっているため、品鶴線の新川崎駅から本線の川崎駅・蒲田駅方面に向かう場合の旅客運賃は当駅接続で計算される。ただし、品鶴線を走行する旅客列車は当駅に停車しないため、当駅から新川崎方面（上り）に行く旅客は一旦横浜駅まで行って戻る必要がある。この場合、運賃は当駅から横浜駅までの往復分を加算しないと言う特例がある（新川崎駅周辺へ行く場合は川崎駅から南武線で鹿島田駅へ行くと言う方法もある）。
鶴見駅 - 羽沢横浜国大駅間駅間キロ程は8.8 kmで、これは首都圏の電車特定区間内の隣接駅では最長である。ただし、両駅を直接行き来することはできないため、乗車経路としては以下の2通りとなる。
- 鶴見駅 - 【京浜東北線南行】 - 横浜駅 - 【横須賀線上り あるいは 湘南新宿ライン北行】 - （鶴見駅） - 武蔵小杉駅 - 【相鉄直通線下り】 - （鶴見駅） - 羽沢横浜国大駅[注釈 5]
- 鶴見駅 - 【京浜東北線北行】 - 川崎駅 - 【南武線下り】 - 武蔵小杉駅 - 【相鉄直通線下り】 - （鶴見駅） - 羽沢横浜国大駅[注釈 6]

横浜市や鶴見区では、当駅への中距離列車ホーム新設をJR側に働き掛けている（鶴見駅中距離電車停車等推進期成会）。

鶴見駅から分岐するJR路線
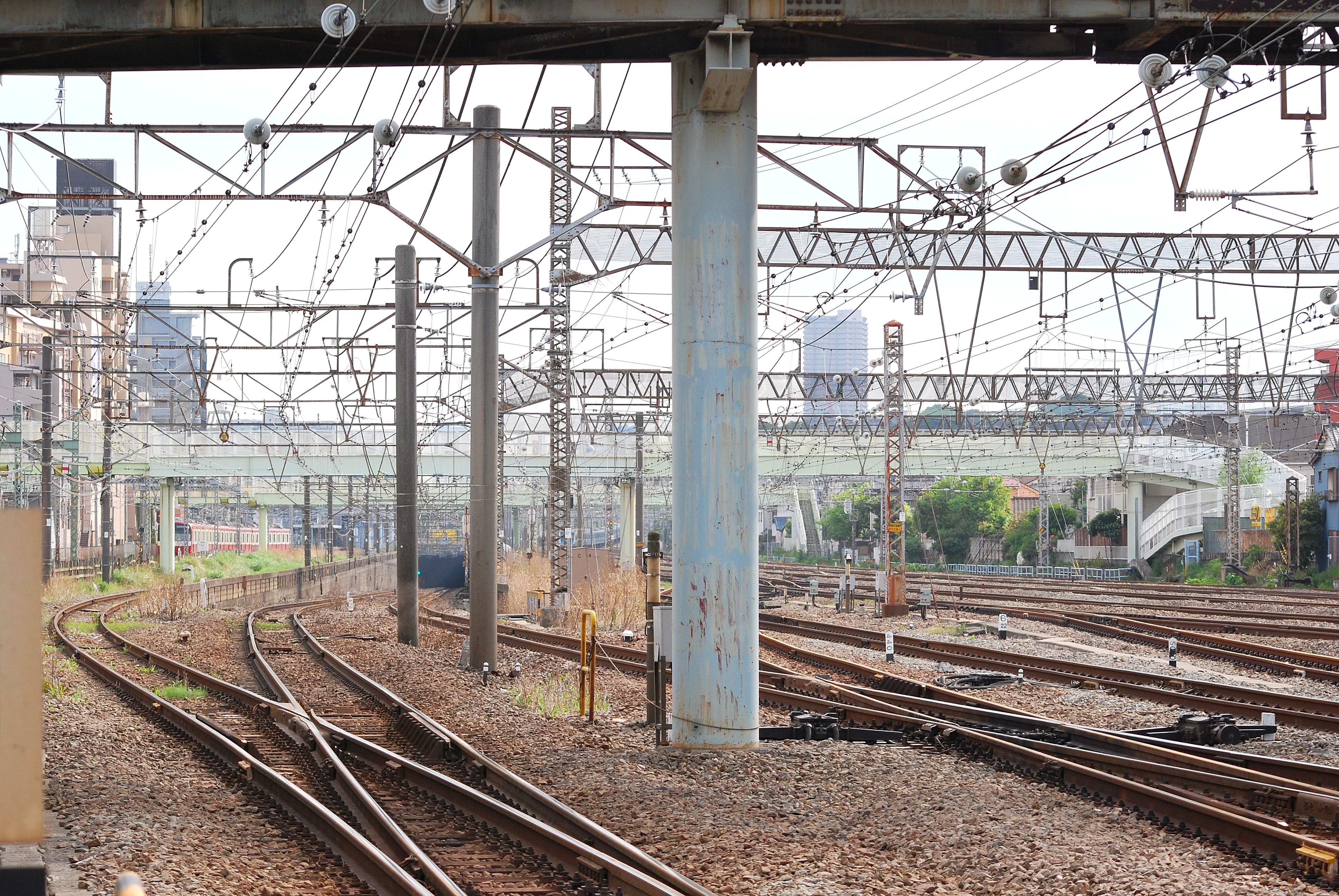
羽沢線と高島線との分岐点 京急本線花月総持寺駅付近で左側の地下トンネルに続く路線は羽沢線、地上に続く路線は高島線。
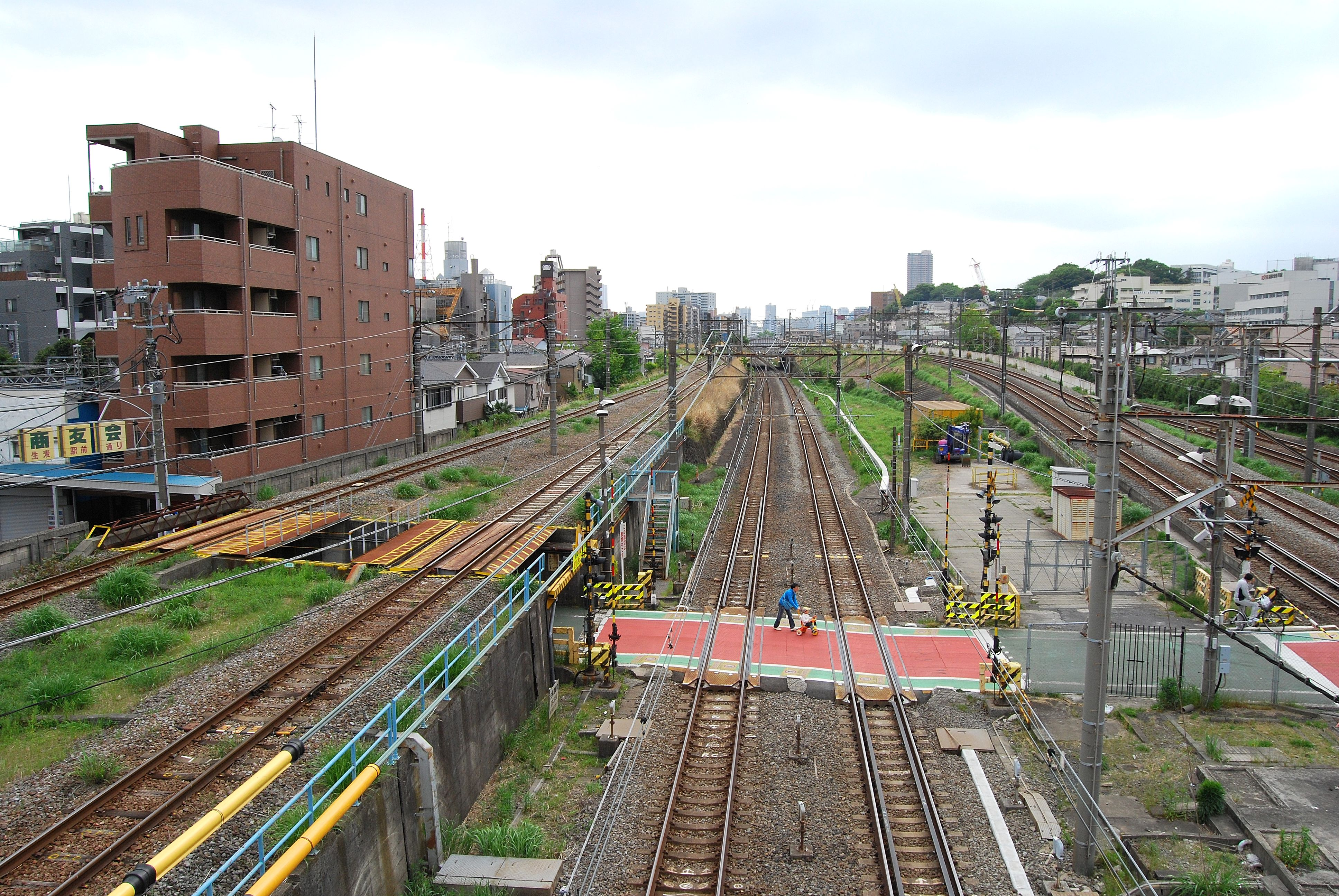
生麦駅付近に位置する東海道本線と高島線との分岐点 その先で京浜東北線が東海道本線をオーバークロスする

## 歴史
明治5年9月12日（1872年10月14日）の日本の鉄道開業における新橋 - 横浜間正式営業時に開設。ただしこの日は一般営業は行われなかったため、当駅では翌日を開業日としている。

### 年表
- 明治5年9月13日（1872年10月15日）：開設[1]。日本で6番目に開業した鉄道駅となる。当初は旅客駅として営業[1]。
- 1879年（明治12年）11月1日：川崎駅 - 当駅間複線化。
- 1881年（明治14年）5月7日：当駅 - 横浜駅間複線化。
- 1898年（明治31年）4月1日：貨物取扱開始[1]。
- 1902年（明治35年）2月6日：鶴見電信取扱所を併設[11]。
- 1910年（明治43年）6月22日：一般貨物取扱開始[1][12]。
- 1914年（大正3年）
  - 12月20日：京浜線（現在の京浜東北線）運行開始。
  - 12月26日：京浜線電車故障頻発により運転中止。
- 1915年（大正4年）
  - 5月10日：京浜線電車運転再開。
  - 12月30日：蒸気機関車列車停車廃止[13]。
- 1917年（大正6年）6月17日：東海道本線貨物支線（高島線）当駅 - 高島間開通[14][15]。
- 1920年（大正9年）10月10日：西口開設[16][17]。
- 1929年（昭和4年）8月21日：東海道本線支線（品鶴線）が開通[18][15]。
- 1930年（昭和5年）10月28日：鶴見臨港鉄道線（現在の鶴見線）の鶴見仮停車場（鶴見仮駅）が開業[19]。
- 1931年（昭和6年）6月14日：鶴見仮停車場が国鉄駅近くに移転。
- 1934年（昭和9年）12月23日：鶴見臨港鉄道線鶴見駅が現在地に開設[19]。
- 1943年（昭和18年）7月1日：鶴見臨港鉄道が国有化[19]。
- 1963年（昭和38年）11月9日：鶴見事故が発生。
- 1973年（昭和48年）10月1日 : 尻手短絡線建設に伴い、南武線尻手 - 新鶴見操車場 - 当駅間に営業キロが設定される。
- 1974年（昭和49年）10月1日：貨物取扱廃止[1]。
- 1976年（昭和51年）3月1日：東海道本線貨物支線 浜川崎 - 鶴見間（東京貨物ターミナル支線[注釈 2]）、武蔵野線当駅 - 府中本町間開通。
- 1979年（昭和54年）10月1日：東海道本線貨物支線当駅 - 横浜羽沢 - 戸塚間（羽沢線）開通[20]。
- 1985年（昭和60年）3月14日：荷物扱い廃止[1]。
- 1987年（昭和62年）4月1日：国鉄分割民営化に伴い、東日本旅客鉄道（JR東日本）の駅となる[1][19]。東海道貨物線品川 - 浜川崎 - 当駅間は浜松町 - 浜川崎と当駅 - 八丁畷に整理され、隣駅は八丁畷となる。
- 1992年（平成4年）7月1日：自動改札機を設置し、使用を開始する[21]。
- 2001年（平成13年）11月18日：京浜東北線でICカード「Suica」の利用が可能となる。
- 2002年（平成14年）3月22日：鶴見線でICカード「Suica」の利用が可能となる[22]。
- 2018年（平成30年）3月3日：京浜東北線ホームでホームドアの使用開始[23]。
- 2022年（令和4年）2月28日：鶴見線乗換改札機を撤去[24]。

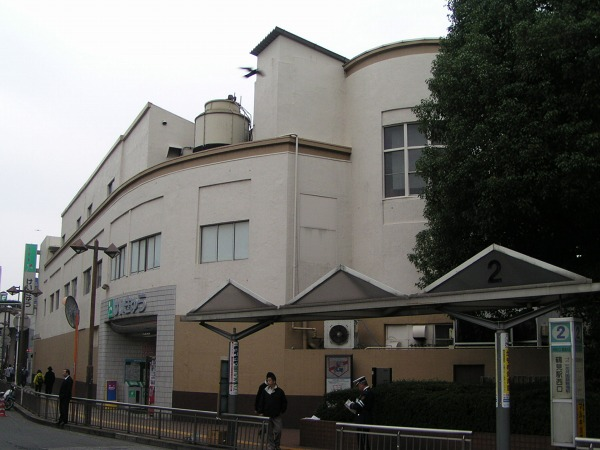
鶴見線の前身・鶴見臨港鉄道（現:東亜リアルエステート）が建設した西口駅舎（2005年11月）
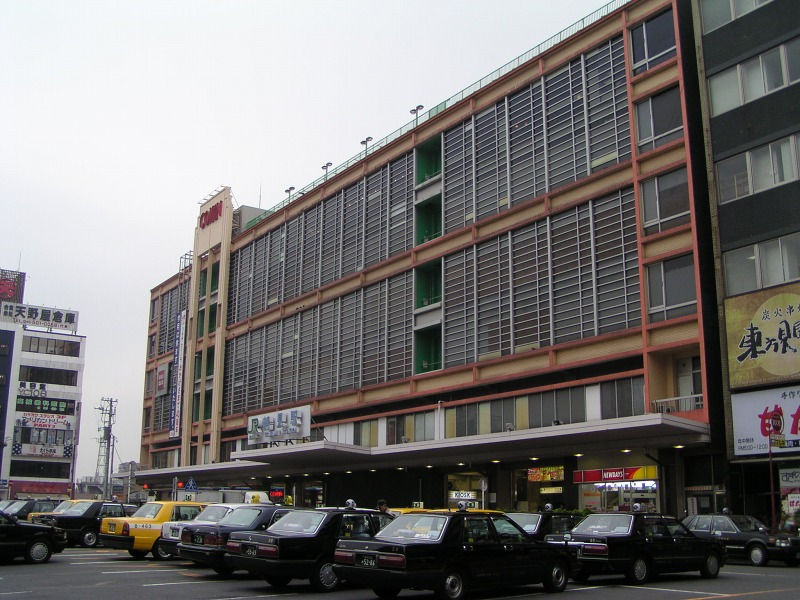
カミン時代の東口駅ビル（2005年11月）
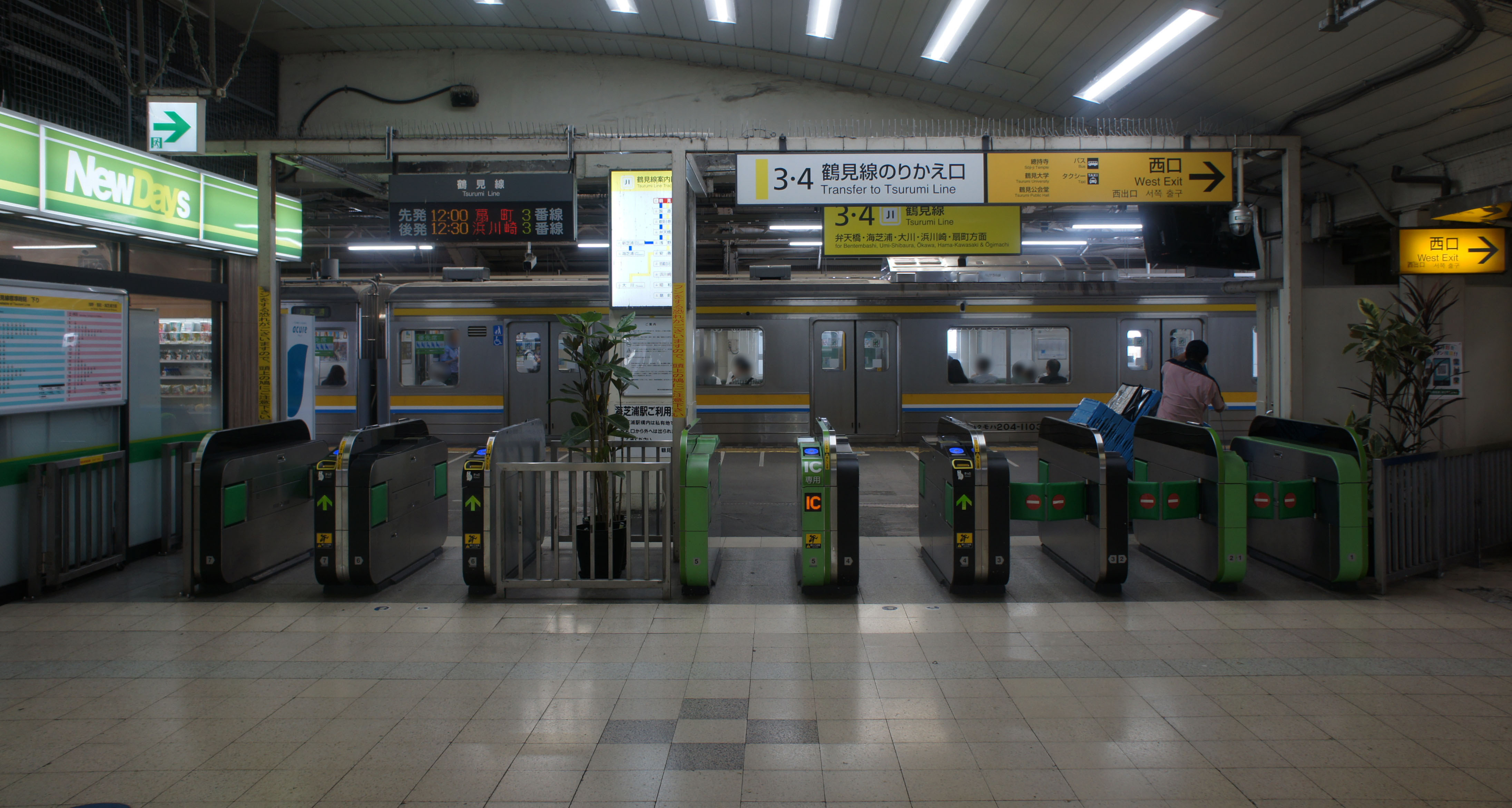
中間改札（自動改札機が設置されていた頃の鶴見線乗換改札） （2019年6月）

## 駅構造
京浜東北線は島式ホーム1面2線を有する地上駅、鶴見線はその西側にある頭端式ホーム2面2線を有する高架駅である。京浜東北線ホーム東側には、ホーム側から順に東海道線旅客列車線上下線、東海道貨物線上り線、着発線3本、東海道貨物線下り線があり、いずれもホームは設けられていない。武蔵野南線・東海道線列車線・横須賀線を経由する臨時特急「鎌倉号」は当駅で運転停車し（列車番号も変わる）、ホームの無い線路で乗務員が交代して貨物線と東海道線列車線（横浜方面）間転線を行う。なお、東海道線と横須賀線間転線は戸塚駅で行っている。
2022年2月28日まで京浜東北線と鶴見線の間に中間改札が設けられていた。鶴見線利用者の多くは当駅を経由することから、1971年3月1日に鶴見線の当駅以外の駅を無人化し、改札業務を当駅で集約していた。
みどりの窓口・指定席券売機・自動改札機が設置されている。東口にはお客さまサポートコールシステムが導入されており、早朝は遠隔対応のため改札係員は不在となる。また、京浜東北線ホームには改札内コンコースとを結ぶエスカレーターとエレベーターも設置されている。トイレは改札内コンコース（東口改札横）に設置されている。川崎統括センターの直営駅。

### のりば
| 番線       | 路線       | 方向 | 行先                                   |
| ---------- | ---------- | ---- | -------------------------------------- |
| 地上ホーム |            |      |                                        |
| 1          | 京浜東北線 | 南行 | 横浜・桜木町・洋光台方面               |
| 2          | 京浜東北線 | 北行 | 東京・上野・大宮方面                   |
| 高架ホーム |            |      |                                        |
| 3・4       | 鶴見線     | 下り | 弁天橋・海芝浦・大川・浜川崎・扇町方面 |

（出典：JR東日本:駅構内図）
京浜東北線は、朝夕ラッシュ時に当駅始発（東京方面行）電車があり、新子安寄り引上線2線(中1・中2)を使用して折返す。折返し列車は事故・各種トラブルや、大雨・落雷等による輸送障害でダイヤが乱れた場合にも臨時で設定されることもある。
鶴見線は主に3番線を使用し、4番線は朝ラッシュ時のみ使用する。また、鶴見線には車両の夜間留置が設定されている。

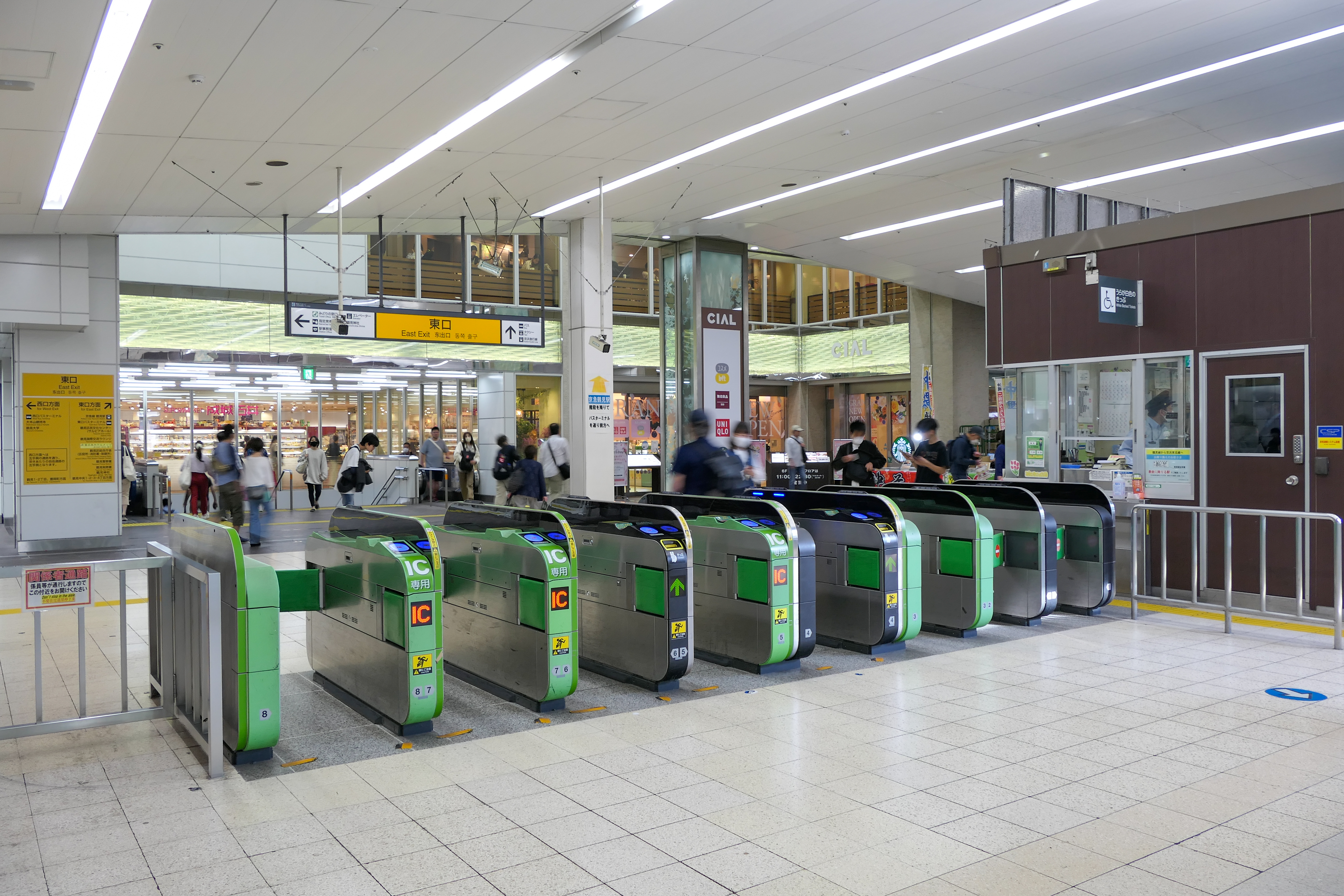
東口改札（2023年5月）
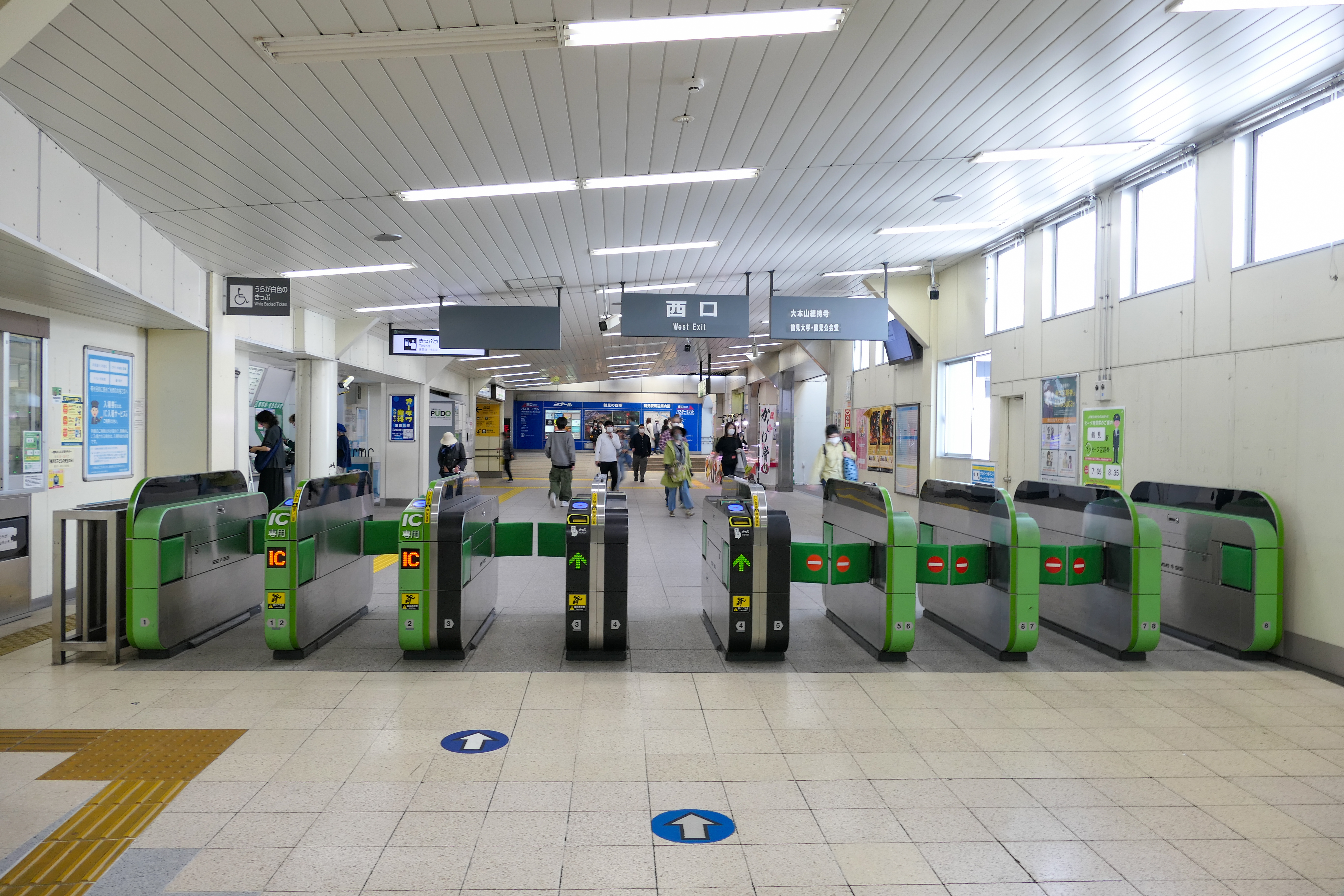
西口改札（2023年5月）
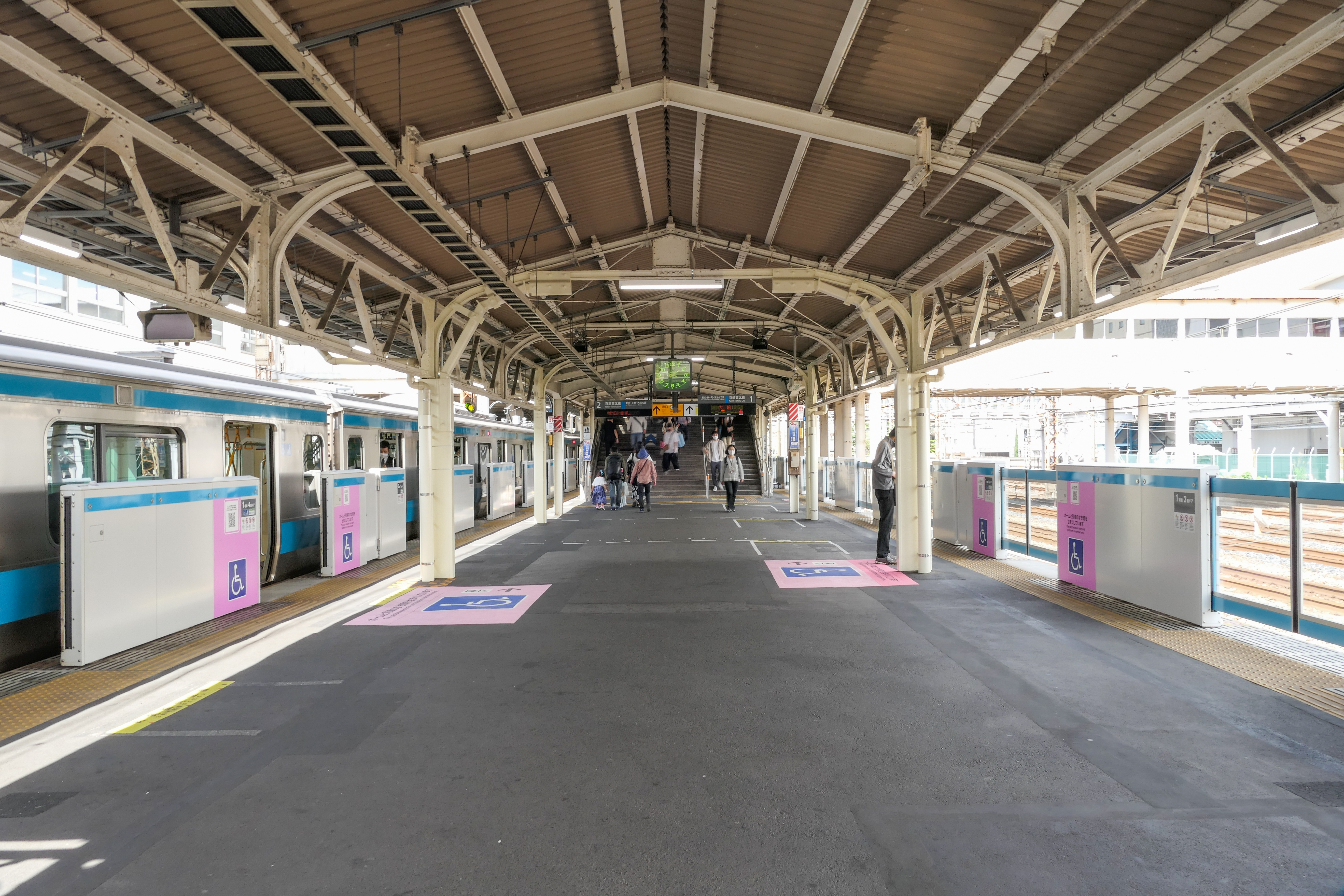
1・2番線（京浜東北線）ホーム（2023年5月）
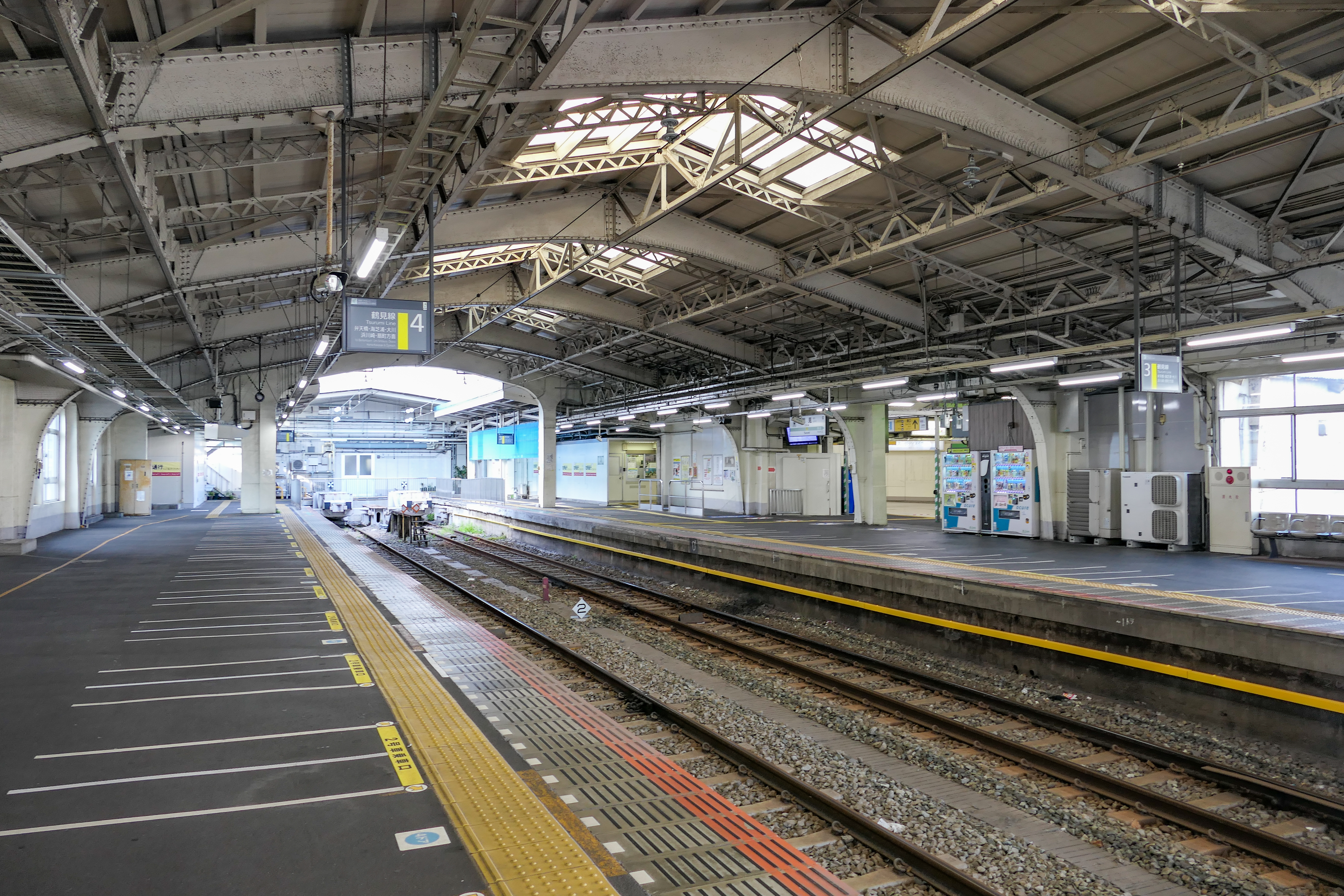
3・4番線（鶴見線）ホーム（2023年5月）

### 発車メロディ
2025年5月21日まで京浜東北線ホームでは東洋メディアリンクス制作の発車メロディを使用している。鶴見線ホームではテイチク制作の発車メロディを使用していた。2025年5月21日以降は1番線がjre-ikst-007-02、2番線がjre-ikst-007-01となっている。
2025年5月21日までの発車メロディ
| 1 | JK | Verde Rayo         |
| 2 | JK | Water Crown        |
| 3 | JI | twilight           |
| 4 | JI | スプリングボックス |

### 駅構内設備
- 売店等
  - NewDays 鶴見西口 - 西口改札外1F（階段下）
  - NewDays 鶴見店 - 改札内コンコース、鶴見線改札横
  - 崎陽軒 鶴見駅西口店 - 西口改札外1F（階段下）
- スーパーマーケット
  - 京急ストア 鶴見西店 - 西口改札外1F（鶴見線ホーム高架下）

かつては東口に駅ビル「つるみカミン」が営業していたが、2008年9月30日限りで閉店となり、南隣の敷地と合わせて再開発が行われた。2010年に先行して建設が進んでいた南側に「シークレイン」が開業。2012年11月1日に「シァル鶴見」が開業した。

## 利用状況
2023年（令和5年）度の1日平均乗車人員は69,668人である。JR東日本管内の駅では新小岩駅に次いで第58位。
近年の推移は以下の通り。
| 年度               | 1日平均 乗車人員 | 出典       |
| ------------------ | ---------------- | ---------- |
| 1991年（平成03年） | 74,630           |            |
| 1992年（平成04年） | 76,695           |            |
| 1993年（平成05年） | 77,591           |            |
| 1994年（平成06年） | 77,593           |            |
| 1995年（平成07年） | 77,653           | [ 統計 2 ] |
| 1996年（平成08年） | 77,629           |            |
| 1997年（平成09年） | 76,958           |            |
| 1998年（平成10年） | 76,178           | [ * 1 ]    |
| 1999年（平成11年） | 75,431           | [ * 2 ]    |
| 2000年（平成12年） | 75,234           | [ * 2 ]    |
| 2001年（平成13年） | 75,838           | [ * 3 ]    |
| 2002年（平成14年） | 76,007           | [ * 4 ]    |
| 2003年（平成15年） | 76,360           | [ * 5 ]    |
| 2004年（平成16年） | 76,212           | [ * 6 ]    |
| 2005年（平成17年） | 76,197           | [ * 7 ]    |
| 2006年（平成18年） | 77,290           | [ * 8 ]    |
| 2007年（平成19年） | 78,108           | [ * 9 ]    |
| 2008年（平成20年） | 77,851           | [ * 10 ]   |
| 2009年（平成21年） | 76,850           | [ * 11 ]   |
| 2010年（平成22年） | 76,665           | [ * 12 ]   |
| 2011年（平成23年） | 76,445           | [ * 13 ]   |
| 2012年（平成24年） | 76,583           | [ * 14 ]   |
| 2013年（平成25年） | 78,272           | [ * 15 ]   |
| 2014年（平成26年） | 77,755           | [ * 16 ]   |
| 2015年（平成27年） | 79,672           | [ * 17 ]   |
| 2016年（平成28年） | 80,182           | [ * 18 ]   |
| 2017年（平成29年） | 80,904           | [ * 19 ]   |
| 2018年（平成30年） | 81,056           |            |
| 2019年（令和元年） | 80,794           |            |
| 2020年（令和02年） | 60,903           |            |
| 2021年（令和03年） | 61,833           |            |
| 2022年（令和04年） | 66,024           |            |
| 2023年（令和05年） | 69,668           |            |

## 駅周辺
当駅周辺地区は横浜市における主要な生活拠点（旧：副都心）に指定されている。

### 東口
- CIAL鶴見
- JR東日本ホテルメッツ横浜鶴見
- 東横イン横浜鶴見駅東口
- シークレイン
- 鶴見区総合庁舎
  - 横浜市鶴見区役所
  - 横浜市鶴見消防署
- 神奈川県鶴見警察署
- 鶴見郵便局
  - ゆうちょ銀行鶴見店
- 鶴見税務署
- 鶴見労働基準監督署
- 日本年金機構鶴見年金事務所
- 横浜市鶴見図書館
- 京急鶴見駅
- 国道15号（第一京浜国道）
- 鶴見神社
- 鶴見銀座商店街（ベルロードつるみ）
- 三菱UFJ銀行鶴見支店
- みずほ銀行鶴見支店
- りそな銀行鶴見支店
- 横浜銀行鶴見支店
- 横浜信用金庫鶴見駅東口支店
- 中央労働金庫鶴見支店
- 鶴見駅前郵便局
- 横浜市立鶴見中学校

### 西口
- ミナール鶴見（東亜リアルエステート本社が入る駅ビル相当の総合ビル）
- 鶴見大学・鶴見大学短期大学部
  - 鶴見大学附属中学校・高等学校
- 曹洞宗大本山 總持寺
- フーガ1
  - 西友鶴見店
  - 鶴見公会堂
- フーガ2
  - 横浜豊岡郵便局
- フーガ3
- 横浜石心会病院
- 豊岡商店街
  - ブックオフ 鶴見駅西口店
  - 三井住友銀行 Olive LOUNGE 鶴見店
  - 横浜信用金庫 鶴見支店
  - かながわ信用金庫 鶴見支店
- つくの商店街（レアールつくの）
  - 横浜光ボクシングジム
  - 横浜佃野郵便局

## バス路線

### 西口

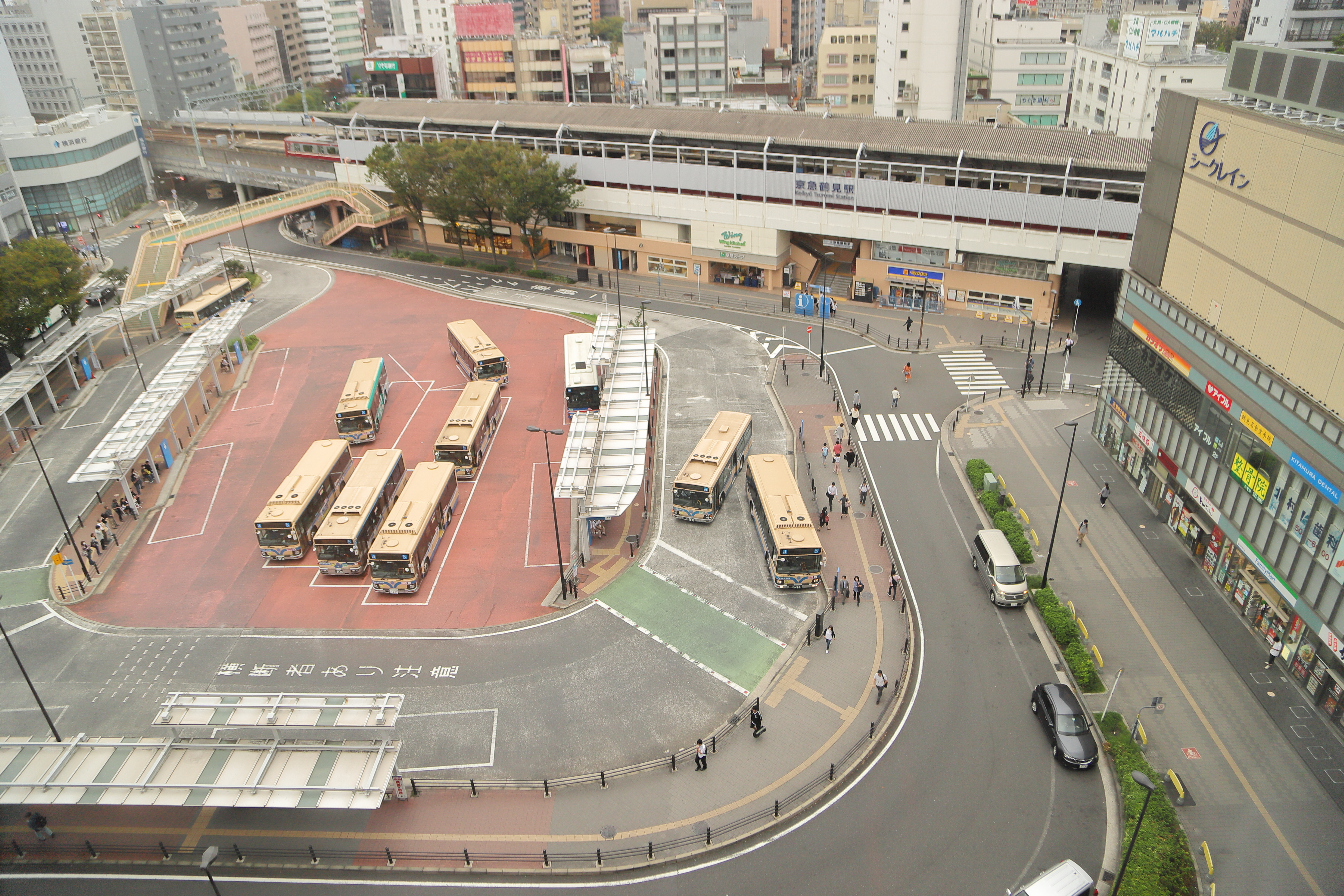
東口バスターミナルと京急鶴見駅を鶴見駅側から望む（2019年10月）

「鶴見駅西口」停留所（1 - 10番のりば）および「鶴見駅入口」停留所（11番のりば）が設置されており、川崎鶴見臨港バス・横浜市営バスの路線が発着する。なお、1・2番のりばはバスロータリー外の京急ストア横に、11番のりば（「鶴見駅入口」停留所）はバスロータリー外の豊岡商店街上に設置されている。
| のりば     | 運行事業者       | 系統・行先                                            |
| 鶴見駅西口 | 鶴見駅西口       | 鶴見駅西口                                            |
| ---------- | ---------------- | ----------------------------------------------------- |
| 1          | 川崎鶴見臨港バス | 鶴12：馬場七丁目                                      |
| 1          | 横浜市営バス     | 84：東神奈川駅西口                                    |
| 2          | （降車専用）     | （降車専用）                                          |
| 3          | 横浜市営バス     | 38：荒立循環 / 白幡循環 / 東神奈川駅西口 / 横浜駅西口 |
| 4          | 横浜市営バス     | 41：川向町折返場 / 港北車庫前 / 新横浜駅              |
| 5          | 川崎鶴見臨港バス | 鶴01：菊名駅前 / 東高校入口                           |
| 6          | 川崎鶴見臨港バス | - 鶴06：寺谷循環 - 鶴07：駒岡車庫 / 三ツ池公園        |
| 7          | 川崎鶴見臨港バス | - 鶴05：東寺尾循環 - 川50：川崎駅西口                 |
| 8          | （降車専用）     | （降車専用）                                          |
| 9          | 川崎鶴見臨港バス | - 鶴02：新横浜駅 / 駒岡車庫 - 鶴04：新川崎交通広場    |
| 10         | 川崎鶴見臨港バス | 鶴03：新綱島駅 / 駒岡車庫                             |
| 鶴見駅入口 |                  |                                                       |
| 11         | 横浜市営バス     | - 104：新横浜駅 - 14：梶山                            |

### 東口
川崎鶴見臨港バス・横浜市営バスの路線が発着し、停留所名は、川崎鶴見臨港バスが「鶴見駅東口」、横浜市営バスが「鶴見駅前」である。
| のりば     | 運行事業者       | 系統・行先                                                                                       |
| 鶴見駅東口 | 鶴見駅東口       | 鶴見駅東口                                                                                       |
| ---------- | ---------------- | ------------------------------------------------------------------------------------------------ |
| 1          | 川崎鶴見臨港バス | 鶴11：江ヶ崎                                                                                     |
| 鶴見駅前   |                  |                                                                                                  |
| 1          | 横浜市営バス     | 13：綱島駅入口 / 一の瀬 / 新横浜駅                                                               |
| 2          | 横浜市営バス     | - 16：鶴見総合高校前方面（循環） - 29：横浜駅前/子安小学校入口 - 155：東部病院（循環含む）       |
| 3          | 横浜市営バス     | - 15：本町通循環 / 向井町循環 - 16：鶴見総合高校前方面（循環） - 128：ヨコハマアイランドガーデン |
| 4          | 横浜市営バス     | - 15：本町通循環 / 向井町循環 - 27：安善町                                                       |
| 5          | 横浜市営バス     | - 13：鶴見郵便局前 - 18：矢向駅                                                                  |
| 6          | 横浜市営バス     | 17：L8バース・流通センター方面（循環）                                                           |
| 7          | 横浜市営バス     | - 18：生麦 - 181：横浜さとうのふるさと                                                           |
| 鶴見駅東口 |                  |                                                                                                  |
| 8          | 川崎鶴見臨港バス | 鶴08：ふれーゆ                                                                                   |
| 9          | 川崎鶴見臨港バス | - 川30：川崎駅 - 鶴09：ヨコハマアイランドガーデン                                                |
| 10・11     | （降車専用）     | （降車専用）                                                                                     |

## その他
- 横浜市営地下鉄グリーンラインが日吉駅から当駅まで延伸される計画があるが、着工には至っていない[30]。
- 戦時中、在日朝鮮人が鶴見区には多く住んでいたことから、在日朝鮮人の帰還事業では多くの人々が当駅から旅立っている。4番ホームには時計が設置されており、その下には「贈 皆さんお元気で 朝鮮民主主義人民共和國 鶴見地区帰國者一同」の銘板が飾られている。これは、帰還事業が始まった1959年に帰国者たちが感謝をこめて当駅に寄贈したものである[31][注釈 8]。
- 鶴見線内各駅からSuica等なし（残高不足含む）で乗車して当駅から京浜東北線に乗換える場合は、乗車駅で乗車駅証明書を発行し、当駅ではそのまま京浜東北線に乗換し、最終下車駅にて乗車駅証明書を提示して精算する必要がある[24]。なお、浜川崎駅の南武支線側を除く鶴見線の各駅は当駅が管理している。

## 隣の駅
東日本旅客鉄道（JR東日本）
 京浜東北線
■快速・■各駅停車
川崎駅 (JK 16) - 鶴見駅 (JK 15) - 新子安駅 (JK 14)
 鶴見線
鶴見駅 (JI 01) - *本山停留場 - 国道駅 (JI 02)
*打消線は廃駅
東海道本線貨物支線
（鶴塩線、定期旅客列車運行無し）
鶴見駅 - 八丁畷駅
（品鶴線）
新川崎駅 - （新鶴見信号場） - 鶴見駅
（羽沢線）
鶴見駅 - 横浜羽沢駅・羽沢横浜国大駅 (SO51)
（高島線、定期旅客列車運行なし）
鶴見駅 - 東高島駅
武蔵野線（武蔵野南線、定期旅客列車運行無し）
鶴見駅 - （新鶴見信号場） - 梶ヶ谷貨物ターミナル駅
南武線貨物支線（尻手短絡線、定期旅客列車運行無し）
尻手駅 - （新鶴見信号場） - 鶴見駅